# Bar Mitzwa

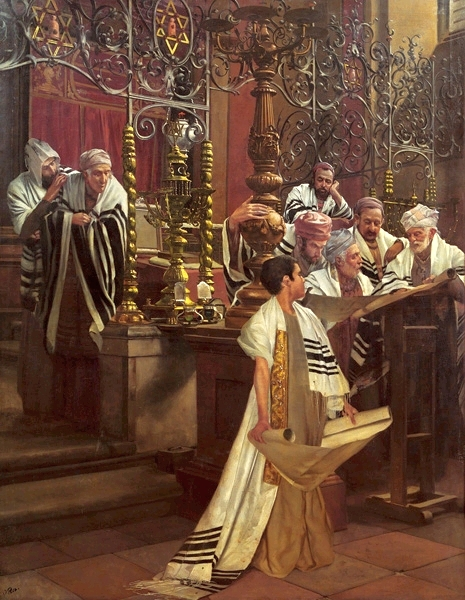
Bar Mitzwa in einer Synagoge, Ölgemälde von Oscar Rex (vor 1924)

Bar Mitzwa oder Bar Mizwa (von aramäisch בַּר ‚Sohn‘ und hebräisch מִצְוָה ‚Gebot‘), für Mädchen Bat Mitzwa oder Bat Mizwa (hebräisch בַּת מִצְוָה, Tochter des Gebots‘) bezeichnet im Judentum die religiöse Mündigkeit. Jungen erreichen sie im Alter von dreizehn Jahren, Mädchen im Alter von zwölf Jahren. Bar und Bat Mitzwa bezeichnen sowohl den Status als auch den Tag und die Feier, an dem die Religionsmündigkeit eintritt.

## Grundlage
Grundlage ist die rechtliche Regelung gemäß dem jüdischen Recht über den Zeitpunkt, ab dem ein Junge für die Beachtung und Einhaltung der jüdischen Gebote (Mitzwot, Einzahl Mitzwa) verantwortlich ist. Dieser Übergangsritus geht mit der physiologischen Pubertät einher. Der Bar Mitzwa oder die Bat Mitzwa darf bzw. muss von da an alle religiösen Aufgaben erfüllen, etwa in der Synagoge aus der Tora vorlesen. Dazu gehört auch das Anlegen von Tefillin, d. h. Lederkapseln, die Tora-Stellen auf Pergament enthalten und mit Lederriemen an Hand und Kopf befestigt werden.

## Andere Schreibweisen

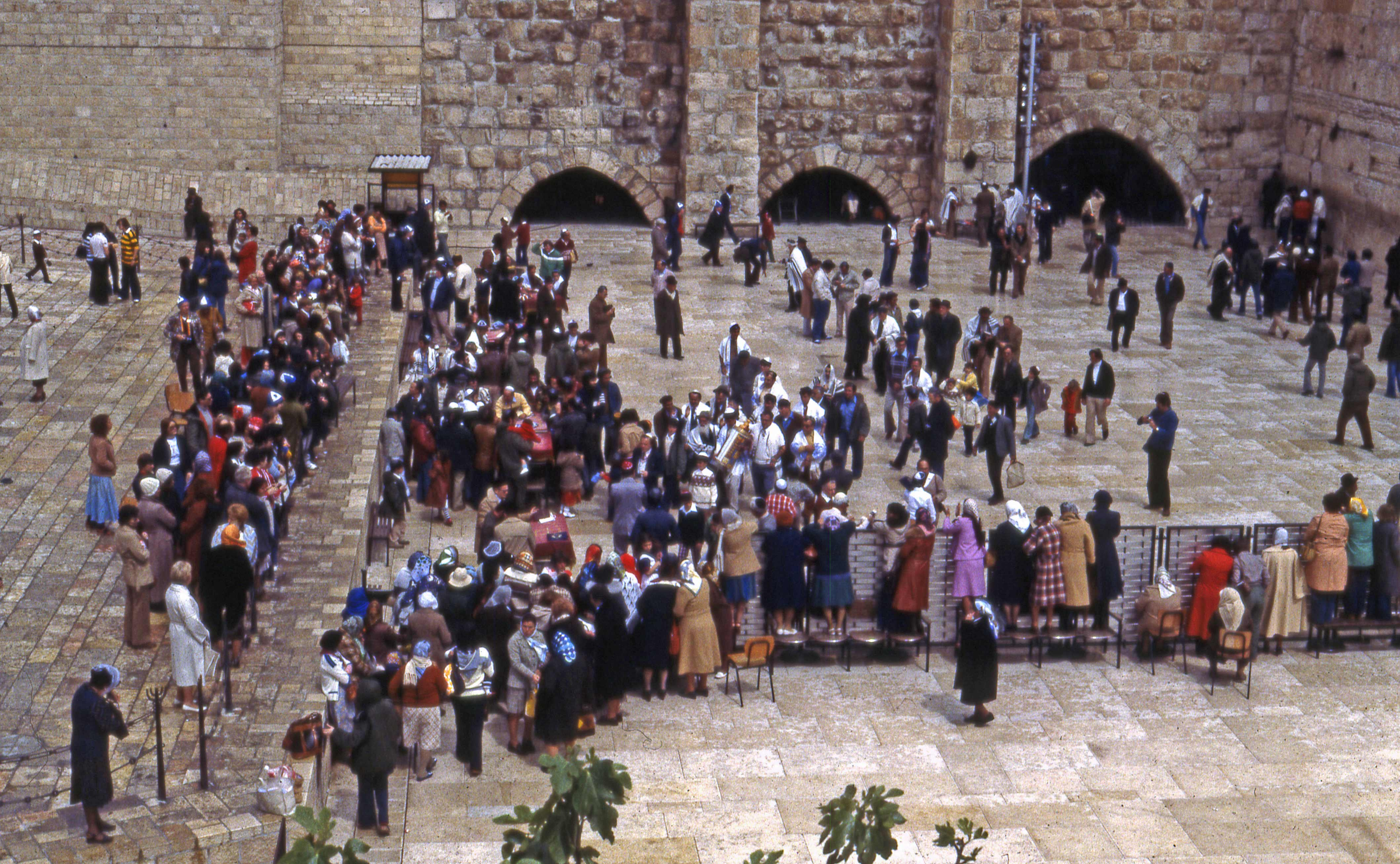
Bar Mitzwa an der Klagemauer in Jerusalem, 1978.

Die hebräischen Begriffsbestandteile können im Deutschen auf unterschiedliche Weise transkribiert werden. Mitzwa kann auch als Mitzva(h) oder Mizwa(h) geschrieben werden, Bat auch als Bas. Der Duden schlägt die Schreibung Bar/Bat-Mizwa vor. Die männliche Mehrzahlform lautet B'nei Mitzwa (Söhne der Pflicht), die weibliche B'not Mitzwa (Töchter der Pflicht).

## Geschichtliche Entwicklung
Ursprünglich handelte es sich um einen erreichten, an die körperliche Reife gebundenen Rechtszustand des Jungen. Dieser junge Mensch hieß daher in früheren Quellen anschließend Gadol (Erwachsener) oder Bar Onuschin (Sohn der Strafe = Jemand, der für sein Tun verantwortlich ist). Den Ausdruck Bar-Mizwa (Sohn der Pflicht) im heute gebräuchlichen Sinn findet man erstmals bei Mordechai ben Hillel, einem Rabbiner und liturgischen Dichter, der 1298 in Nürnberg während des Rintfleisch-Pogroms ermordet wurde. Vom 14. Jahrhundert an setzte sich die Bar-Mizwa-Feier durch.

## Bar und Bat Mitzwa – der Tag der Übernahme der Pflicht

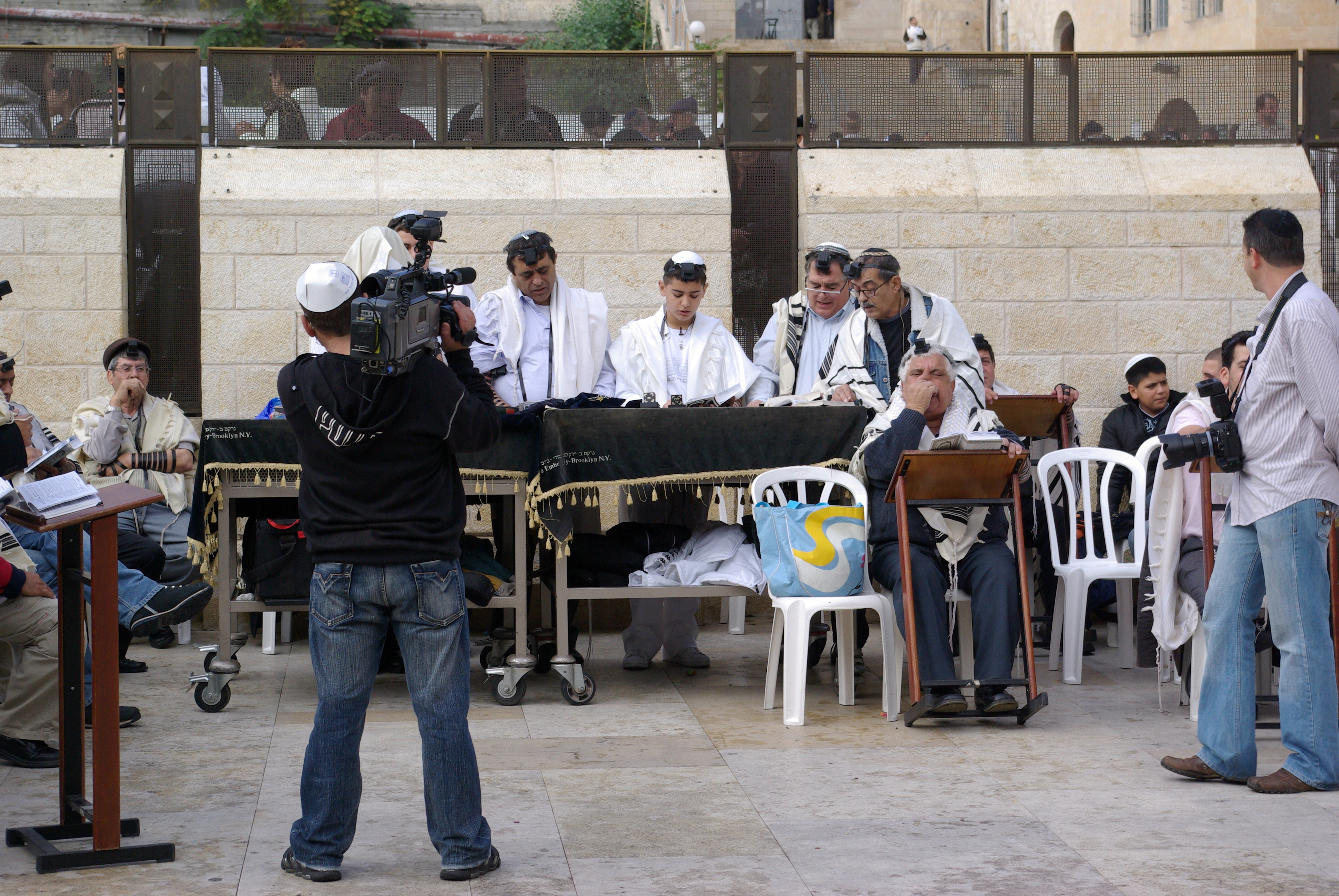
Bar Mitzwa an der Klagemauer in Jerusalem, 2008.

Es hat sich die Tradition entwickelt, dass die Jugendlichen auf diesen Tag hin lernen, den hebräischen (nicht vokalisierten) Tora-Abschnitt und die Haftara, die Lesung aus den Prophetenbüchern vorzutragen. Dieser „erste Tora-Aufruf“, in der Regel Maftir, der Abschnitt dessen, der auch die Haftara liest, wird feierlich begangen, und der Junge oder das Mädchen wird an diesem Festtag in die Gemeinde aufgenommen, in der Regel am Sabbat nach dem 13. Geburtstag der männlichen bzw. nach dem 12. Geburtstag der weiblichen Jugendlichen, und erstmals voll in den Gottesdienst miteinbezogen.
In Reformgemeinden werden Mädchen im Gegensatz zu orthodox jüdischen Gemeinden genauso wie Jungen zum Lesen aus der Tora zugelassen. Die Bat Mizwa für Mädchen, obwohl auf älteren Brauch zurückgehend, hat sich erst im 20. Jahrhundert in den Reformgemeinden allgemein durchgesetzt. Bekannt ist die Bat Mizwa im Jahr 1922 der Tochter von Mordecai Kaplan, dem Begründer des Rekonstruktionismus. An der Berliner Synagoge Rykestraße wurden Mädchen seit Mitte der 1920er Jahre Bnot Mitzvah.

## Bar-Mitzwa- und Bat-Mitzwa-Feier
Nach dem Gottesdienst wird ein von den Eltern des Bar- oder der Bat-Mitzwa gestifteter Imbiss, Kiddusch genannt, für alle Teilnehmer des Gottesdienstes serviert. Am Abend oder am nächsten Tag findet dann das eigentliche Fest statt, an dem oft mehrere hundert geladene Gäste teilnehmen.